# Batman: una muerte en la familia
A Death on the Family (Una muerte en la familia en español) es un arco argumental del cómic Batman, en el cual el adolescente Jason Todd (segundo Robin) muere asesinado a manos del Joker.
Se desarrolló de forma quincenal entre los números 426 y 429 de Batman (diciembre de 1988 a enero de 1989), y tuvo la particularidad de que los lectores pudieron influir sobre la historia por medio de votos telefónicos.
Los autores de la historia fueron Jim Starlin (guion), Jim Aparo (dibujos), Mike DeCarlo (tintas), Adrienne Roy (color) y John Costanza (letras); las cubiertas fueron realizadas por Mike Mignola. Posteriormente, los cuatro números fueron publicados en un tomo recopilatorio con el nombre Batman: una muerte en la familia.

## Historia
En 1988, DC Comics decide realizar un experimento en donde los lectores debían decidir la suerte de Jason Todd (segundo Robin) tras un encuentro con el Joker. Para votar porque Robin viviese debían llamar al 1-900-720-2660 y si querían que muriese al 1-900-720-2666. Jason murió como resultado de la votación entre 5.343 votos contra 5.271.
En la trama Jason descubre que su verdadera madre está viva y comienza su búsqueda por el Medio Oriente, donde se reúne con Batman quien está tras la pista del Joker. Jason conoce a su madre, quien está involucrada en negocios con el Joker, pero este finalmente la traiciona, golpea a Jason hasta dejarlo moribundo y los deja a ambos encerrados con explosivos.

## Argumento
La historia se centra en Jason Todd, el segundo Robin. Anteriormente, su relación con Batman se había puesto difícil y sus enfrentamientos con los criminales eran casi suicidas. Batman, decidiendo que había convertido a Jason en Robin antes que el chico hubiese aceptado la muerte de sus padres, lo releva de sus funciones. Jason se enoja y huye, negándose a hablar sobre sus padres con Batman.
Caminando por su antiguo vecindario, Jason conoce a la señora Walker, una amiga de su madre, quien le da algunos papeles viejos de su padre y otros documentos, incluyendo fotografías y artículos relacionados con su familia. Entre ellos, Jason encuentra su certificado de nacimiento y una inmensa sorpresa: el nombre de la madre había sido tachado casi completamente; solo podría leerse la inicial "S", y no la "C" que correspondía a Catherine Todd, la mujer quien Jason pensaba que era su madre.
Jason deduce que Catherine era en verdad su madrastra y decide encontrar a su madre biológica. La agenda de su padre lista a tres mujeres cuyos primeros nombres comienzan con "S" y rastrea sus paraderos empleando la computadora de la baticueva. Sin embargo, las tres se encuentran en Oriente Medio y en África. Por lo tanto, Jason escapa de la Mansión Wayne para hallarlas.
Mientras tanto, el Joker ha escapado una vez más del Manicomio Arkham, dejando un rastro de cadáveres tras de sí. Batman descubre que de algún modo obtuvo un arma nuclear y que piensa vendérsela a terroristas. Siguiéndolo hasta un Líbano inmerso en la guerra civil, Batman se encuentra con Jason y ambos frustran el intento de los terroristas árabes por destruir Tel Aviv utilizando al misil nuclear del Joker. Sharmin Rosen, una agente del Mossad presente durante la operación y a quien Jason estaba buscando, niega haber dado a luz a un hijo en Gotham City.
Otra de las presuntas "madres" es la conocida de Batman Lady Shiva, a quien rastrean hasta un campo de entrenamiento para terroristas. Con la ayuda de Robin, Batman consigue derrotarla en una pelea en la que casi lo mata. Empleando un suero de la verdad, logran que ella admita que no es la madre.
A continuación, ambos parten a Etiopía. El país se encuentra en medio de una hambruna y allí conocen a la tercera "sospechosa", Sheila Haywood. Ella resulta ser la madre de Jason y tienen una feliz reunión. Sin embargo, sin que Batman y Robin lo sepan, Sheila antes realizaba abortos ilegales en Gotham City y está siendo chantajeada por el Joker para que le provea de los medicamentos que su agencia posee en un depósito cercano. El Joker no sólo les quita los medicamentos a los pobres habitantes del lugar para venderlos en el mercado negro, sino que también los reemplaza con su gas de la risa, el cual, una vez liberado, asesinará a cientos, tal vez miles de personas.
La misma Sheila ha estado quedándose con dinero de la agencia para la que trabaja y, para cubrirse, entrega a su propio hijo (ahora vestido como Robin) al Joker. El Joker lo golpea brutalmente con una palanca. Pronto, Robin yace inconsciente en un charco de su propia sangre. Luego, el Joker lo abandona junto a Sheila en el depósito con una bomba de tiempo. Robin y Sheila intentan escapar desesperadamente, pero aún están dentro cuando la bomba explota. Batman llega demasiado tarde para ayudar y ambos mueren debido a sus heridas.
Los cadáveres son llevados de regreso a Gotham City para darles sepultura. Puesto que no pueden hallar a ninguno de sus parientes, las únicas personas que asisten al funeral son Bruce y tres amigos, el Comisionado Gordon, su hija Bárbara, también víctima del Joker y el mayordomo Alfred Pennyworth
Culpándose por la muerte de Jason debido a su prisa por nombrarlo Robin, Batman decide continuar su lucha en solitario, incluso rechaza la sugerencia de Alfred de llamar a Dick Grayson, su excompañero.
Mientras tanto, el Joker ha conocido al Ayatollah Khomeini quien le ofrece un puesto dentro del gobierno iraní. El Joker deja su guarida llena de cadáveres y con una dirección pintada en una pared para que Batman la encuentre. La dirección no es otra que la del edificio de las Naciones Unidas en Nueva York.
Mientras espera fuera del edificio, Batman se encuentra con Superman, quien ha sido enviado por el Departamento de Estado de los Estados Unidos. Superman trata de convencerlo de irse, y su actitud evasiva y la negativa a responder las preguntas de Batman, llevan a este a golpearlo. Es en este preciso momento cuando llega el Joker: él es el nuevo embajador de Irán en la ONU.
Ralph Bundy, el contacto de Batman con la CIA, le dice que se mantenga alejado del Joker, puesto que podría provocar un incidente diplomático que el gobierno prefiere evitar. El Joker posee inmunidad diplomática y esta se extiende a cualquier crimen que haya cometido en el pasado.
Como delegado, el Joker tiene programado dirigirse ante la Asamblea General, por lo que Bruce Wayne utiliza sus contactos para poder ingresar como observador. El Joker aparece vestido con ropas árabes.
Durante su discurso, el Joker afirma que él y los iraníes no son tratados con respeto por el resto del mundo, y anuncia que ya no soportarán ese trato. A continuación, libera su gas mortal de la risa. Sin embargo, Superman, disfrazado como guardia de seguridad, destroza el arma del Joker e inhala todo el gas, limpiando la sala, para luego salir volando a buscar dónde deshacerse de este. Batman y el Joker luchan y este último consigue salir del edificio y subir a un helicóptero iraní. Batman también logra seguirlo hasta el helicóptero y durante el enfrentamiento, el piloto muere y el Joker queda herido por un disparo. Con la aeronave cayendo, Batman consigue escapar pero el cuerpo del Joker no puede ser hallado.

## El legado de Jason Todd y su regreso
El tema de la muerte de Jason Todd ha surgido en varias ocasiones en la continuidad principal de las historias de Batman, transformándose en un factor casi tan importante en su vida como la muerte de sus padres. En el transcurso de la saga La caída del murciélago, Batman enfrentó al Joker y, recordando lo sucedido, gritaba «¡Jason!» al mismo tiempo que golpeaba a su enemigo. Batman visitaba a menudo la tumba de Jason y su muerte fue una de las razones por las que se mostraba reluctante a aceptar nuevos compañeros, como son los casos de Tim Drake (alias Robin III), Spoiler y Batgirl.
Con el paso de los años, la importancia de Jason Todd se hizo cada vez menos evidente hasta los sucesos acaecidos en Silencio, donde se insinuó que en verdad estaba con vida. Pese a que luego el indicio demostró ser falso, Todd regresó realmente durante la trama de Bajo la capucha, reapareciendo como el violento justiciero Capucha Roja.

## Curiosidades
- Se creó una versión alternativa y sin colorear de Batman N.º 428 para el caso en que los lectores votaran a favor de mantener vivo a Jason. Un panel famoso es la variante de la conocida imagen de Batman sosteniendo el cadáver de Jason en el cual un Batman alegre exclama «¡Está vivo! ¡Gracias a Dios!». Una nueva variante de ese panel sería utilizada en la historia El regreso de Jason Todd.[3]
- La muerte de Jason Todd no fue la primera ni última vez que DC Comics tocaría el tema de la muerte de Robin, aunque sí fue la primera ocasión en que moriría de verdad. La imagen de Batman llevando el cadáver de Robin, o mención a Robin muerto, había sido utilizado en números anteriores, siendo el más famoso aquel presentando la historia Robin muere al amanecer (Batman #156, 1963). Además se hacía referencia a una muerte de Jason Todd en The Dark Knight Returns y en Miedo en venta (Detective Comics N.º 571, 1987).